# Алея модрини європейської (Рожищенський район)
Алея модрини європейської — ботанічна пам'ятка природи місцевого значення. Об'єкт розташований на території Рожищенського району Волинської області, ДП «Ківерцівське ЛГ», Копачівське лісництво, квартал 17, виділ 1.
Площа — 0.20 га, статус отриманий у 1982 році.
Охороняється алея модрини європейської віком близько 100 років.